# 新住宅市街地開発法
新住宅市街地開発法（しんじゅうたくしがいちかいはつほう、昭和38年7月11日法律第134号）は、新住宅市街地開発事業に関する日本の法律である。

## 構成
- 第1章 - 総則（第1条 - 第6条）
- 第2章 - 新住宅市街地開発事業
  - 第1節 - 削除（第7条 - 第20条）：当初「測量、調査及び事業用地の取得等」
  - 第2節 - 施行計画及び処分計画（第21条 - 第26条）：当初「事業計画及び処分計画」
  - 第3節 - 造成施設等の処分等（第27条 - 第34条）
- 第3章 - 雑則（第34条の2 - 第51条）
- 第4章 - 罰則（第52条 - 第60条）